# Religion en Espagne
- Sans appartenance religieuse (25 %)
- Catholicisme (70 %)
- Autres religions (3 %)

Le catholicisme est la principale religion en Espagne puisqu'environ 70 % de la population s'en réclame (dont environ 13% de pratiquants). La présence des autres religions représente moins de 3 % de la population. Enfin, 25 % de la population s'affirme athée ou sans religion.

## Avant le christianisme

### Préhistoire
- Préhistoire de la péninsule Ibérique
- sites préhistoriques en Espagne
- sites paléolithiques en Espagne
  - Grotte d'Altamira et art rupestre paléolithique du Nord de l'Espagne, grotte d'Altamira
- Liste des sites mégalithiques en Espagne
- Art néolithique, art rupestre, art pariétal
- Art rupestre du bassin méditerranéen de la péninsule Ibérique

L'ampleur du phénomène du mégalithisme dans toute l'Europe (environ 50 000 mégalithes supposés en Europe dont 10 000 subsistent), globalement de 5000 à 2000 avant l’ère présente, interroge : utilisations sépulcrales, fins religieuses, observatoires astronomiques, médium artistique. Le culte des pierres semble avoir été souvent la première cible des évangélisateurs, jusqu'à leur destruction ou leur christianisation.

### Protohistoire
À l'âge du bronze atlantique (1300-700), d'après l'étude des langues paléo-hispaniques, on remarque un remplacement important de la population ancienne de l'Hispanie : Ibères Celtibères.
- Liste de nécropoles celtibères (es)
- Culture des castros soria (es) (Province de Soria)
- Art ibérique, art schématique ibérique, sculpture ibérique
  - Taureaux de Guisando, Dame d'Elche, Dame de Galera, Dame de Cerro de los Santos, Dame de Baza, Dame d'Ibiza
- Musée d'art ibérique El Cigarralejo (es) (Mula (Région de Murcie))

### Antiquité
La culture ou royaume de Tartessos (vers 1200-500, Andalousie) est une des premières à manifester des relations commerciales
avec la Phénicie (expansion des comptoirs phéniciens, possessions en Espagne continentale et aux Baléares), puis avec la colonisation et l'expansion grecque en Méditerranée (Phocéens). Ce qui subsiste reste insuffisant pour inférer des pratiques religieuses, à l'exception de quelques nécropoles.

#### Carthage
- Civilisation carthaginoise (de -814 à -146)
- Ibérie carthaginoise, ou Espagne barcide, province carthaginoise (237-206)
- Liste des cités et colonies phéniciennes et puniques de la péninsule ibérique
- Religion punique, Nécropole punique de Puig des Molins
- Guerres puniques (264-146)

#### Rome
- Conquête romaine de la péninsule Ibérique (218-19), dont guerres celtibères (181-133) (es), guerre lusitanienne (155-139), guerres cantabres (29-19)guerre lusitanienne (155-139)
- Hispanie romaine (de -218 à +472)
- Romanisation de l'Hispanie, transformation des sociétés préromaines
- Cités romaines en Espagne, monuments romains en Espagne, temples romains en Espagne, art romain en Espagne (es)
- Liste des noms latins des villes de la péninsule Ibérique

Le polythéisme romain (religion de la Rome antique) s'accommode d'autres pratiques religieuses (Isis, Mithra, Cybèle), dont témoignent des exemples de fanum.

## Christianisme

### Christianisme en Espagne: repères historiques

#### Christianisme primitif
Jacques de Zébédée (saint Jacques, mort en 44) a fait le voyage en Espagne, au moins à Gadès (Cadix). Malgré la légende, Paul de Tarse (saint Paul, mort vers 67) ne l'aurait pas fait. Les sept apôtres de l'Espagne auraient entamé l'évangélisation de la péninsule dès le Ier siècle.
- Christianisme primitif
- Christianisme dans le monde romain (commerce, armée, administration, colonat)
- Histoire du christianisme en Espagne (es)
- chrétiens martyrs dans l'Espagne antique
- saints catholiques et orthodoxes d'Hispanie
- Diocèse d'Hispanie, regroupement de provinces au Bas-Empire romain (250-400)

#### Espagne wisigothique (400-720)
Les invasions barbares (ou grandes migrations) (375-585 environ) signifient pour l'Espagne (chronologie des invasions barbares en Hispanie), le passage de différents peuples (dont les Vandales) et la création de deux royaumes : royaume suève (409-585), royaume wisigoth (418-720). Les Asturies et la Vasconie, qui restent relativement indépendantes, et l'Espagne byzantine (Sud-Est, 552-624) présentent d'autres particularités.
La région connaît deux courants dissidents du christianisme d'avant : arianisme en Espagne (es) et « priscillianisme » (en Espagne).
L'arianisme, doctrine christologique non trinitaire, professée par Arius (250-336), condamnée au premier concile de Nicée (325), propagée durant tout le IVe siècle, principalement en direction des peuples fédérés, principalement germaniques, et adoptée par les dirigeants du Royaume wisigoth. Ossius de Cordoue (257-359) est chargé de régler la question arienne, sans y parvenir
Le "priscillianisme" (priscillianismo (es)) est une doctrine chrétienne issue des discours et écrits de Priscillien (340-385), paulicienne, influencée par le gnosticisme, déclarée hérétique dès le concile de Saragosse et persécutée. Sa dernière condamnation conciliaire, au premier concile de Braga (561) atteste que cette doctrine perdure près de deux siècles, principalement dans la péninsule ibérique.
Au Haut Moyen Âge, la conversion de Récarède Ier (es) (587), roi wisigoth d'Hispanie et de Septimanie (de 586 à 601) de l'arianisme au chalcédonisme est l'événement qui enclenche les persécutions des Juifs en Hispanie wisigothique (es) (507-720). Du IVe concile de Tolède (633) au XVIe concile de Tolède (693), le Royaume wisigoth (418-720) développe l'antisémitisme.
- Géographie ecclésiastique wisigothique (es)
- Basiliques paléo-chrétiennes en Espagne (es), dont la Basique de Santa María de Arcos (es) (La Rioja, Ve siècle)
- Art wisigoth
- Trésor de Guarrazar, Couronne de Recesvinto (es) (Réceswinthe)
- Laterculus regum Visigothorum ou Chronique de Wulsa
- Chronique byzantino-arabe (741)
- Sites archéologiques de Colmenar Viejo, Enclave archéologique de Remedios

#### Espagnes médiévales
Les Espagnes médiévales sont l'Espagne islamisée Al-Andalus (711-1492) et l'Espagne chrétienne catholique de la Reconquista (722-1492), des rois catholiques d'Espagne, qui se partagent l'Espagne et les Espagnols d'alors pendant presque huit siècles, avec beaucoup de rivalités, de cohabitation parfois, de multiculturalisme de fait, et de métissage au moins culturel.
Depuis le début du royaume des Asturies (718-910) jusqu'à la fin du royaume de Grenade, la péninsule est en guerre, peut-être à part la période de 1350-1460.
Dans la péninsule ibérique, croisade et djihad se font ici et maintenant : foi, guerre, agriculture, élevage, artisanat, art, recherche. L'architecture civile (fortification, forteresse, château, palais, urbanisme, etc.) rivalise avec l'architecture religieuse (mosquée, médersa, minaret, clocher, chapelle, église, monastère, etc.).
Les Mozarabes sont les chrétiens vivant en Al-Andalus (ou parfois les non-arabes arabisés et islamisés en Al-Andalus) : mozarabe (dialecte roman parlé dans les royaumes musulmans d'Al-Andalous), Chroniques mozarabes, rite mozarabe (liturgie hispanique) (et rite de Braga), aljamiado (utilisation par un non-arabe de l’écriture arabe pour écrire une langue latine). Les Muladis sont les chrétiens convertis à l'islam, et leurs descendants. Les Mudéjars sont les musulmans d'Espagne devenus sujets de royaumes chrétiens (en période de tolérance). La coexistence, avec ou sans conversion (libre ou forcée), semble avoir fonctionné, en dehors d'événements comme les Martyrs de Cordoue (850-859) ou le pogrom de Lisbonne de 1506.
- Christianisme en Al-Andalus (es)
- Ordres militaires espagnols (es)

##### Littérature
- Prose d'Espagne avant Alphonse X (es)
- Littérature d'Alphonse X le Sage
- Littérature de sagesse médiévale en Espagne (es)
- Littérature espagnole médiévale (es), (en castillan, latin)
- Littérature hispano-hébraïque (es) en hébreu, judéo-espagnol[1] et judéo-catalan
- Écrivains hispano-juifs (es)
- Littérature d'Espagne en arabe, en vers, à jarcha, et en mozarabe (en Al-Andalus)
- Littérature espagnole médiévale
- Siècle d'or valencien
- Cantar de mio Cid
- Auteurs espagnols du Moyen Âge, dont Raymond Lulle (1232-1315)
- Écrivains espagnols du XVe siècle

##### Domaines artistiques
Les arts participent à la manifestation publique des deux fois.
- Art sacré, art chrétien, art médiéval, art liturgique, mobilier liturgique, enluminure, vitrail
- Peinture chrétienne
- Art préroman en Espagne, art de repeuplement en Espagne, art asturien
- Art des Omeyyades de Cordoue (730-1030), art ziride et hammadide (972-1152), art almoravide et almohade (1056-1239, art nasride (1237-1492)
- Art mozarabe, art mudéjar, art hispano-mauresque
- Architecture gothique en Espagne
- Architecture des royaumes de taïfa, architecture mudéjare, architecture mauresque, architecture almohade en Espagne
- Monuments et vestiges d'Al-Andalus
- Chant mozarabe
- Enluminure espagnole du haut Moyen Âge, Beatus, Beatus de Liébana, Beatus de Saint-Sever
- Céramique en al-Andalus, azulejos
- Chemin du Cid
- Nécropoles médiévales en Espagne (es)

### Catholicisme après 1492
La crise du Moyen Âge espagnol des XIVe et XVe siècles (1350-1460) est achevée : l'ennemi musulman est repoussé, et un nouveau chantier s'ouvre, avec les grandes découvertes et d'abord ce Nouveau Monde à évangéliser. En art : gothique isabélin, art hispano-flamand, style plateresque (1480-1520).
L'Inquisition espagnole veille et sévit contre les nouveaux chrétiens (depuis l'Islam ou le judaïsme), vite suspects, mais aussi contre les anciens chrétiens réformés, érasmistes (humanistes espagnols de la Renaissance), protestants, ou mystiques (Alumbrados), et autres relaps, les poussant à se taire (autocensure), se cacher ou s'exiler : autodafé, bûcher, légende noire espagnole.

#### XVIe–XVIIesiècles
Le Siècle d'or espagnol dure longtemps : 1492-1681, en partie en raison des relations économiques entre l'Amérique espagnole et l'Europe : flux des métaux précieux aux XVIe et XVIIe siècles. La population espagnole évolue peu : 8 206 791 en 1594, 9 159 999 en 1769.
La Contre-Réforme catholique, véritable révolution culturelle, trouve son origine dans les travaux du Concile de Trente (1545-1563).
L'Église « de la Contre-Réforme », aussi appelée Église « tridentine » (cet adjectif correspondant au nom en latin de la ville de Trente, Tridentium), dure presque jusqu'au concile suivant, Vatican I (1869-1870).
- Rénovation ou création de nouveaux ordres religieux catholiques : Ordre des Carmes déchaux
- Ad maiorem Dei gloriam (pour accroître la gloire de Dieu, devise de la Compagnie de Jésus, fondée en 1539 par trois futurs saints, Ignace de Loyola (1491-1556), François Xavier (1506-1552) et Pierre Favre (1506-1546), agréée par le pape dès 1540, dissoute en 1773, rétablie en 1814. Elle se charge de développer la direction spirituelle, l'éducation et l'évangélisation : liste des établissements scolaires jésuitesuniversités jésuites, liste d’anciens élèves des établissements jésuites (es), liste de scientifiques jésuites (es)
- Unification liturgique, règlements concernant les sept sacrements
- Rite tridentin (messe de saint Pie V), Rituel romain (1614)
- Catéchisme du concile de Trente, Bréviaire romain de 1568, Missel romain tridentin (1569), Martyrologe romain (1583)
- Encadrement des fêtes religieuses (Semaine sainte, Semaine sainte en Espagne (es)) et des pèlerinages
- Écrivains espagnols du XVIe siècle, dont Francisco de Vitoria (1484-1546), Juan Boscán (1485-1542), Garcilaso de la Vega (1501-1536), Thérèse d'Avila (1515-1582), Fernando de Herrera (1534-1597), Jean de la Croix (1542-1591)...
- Art baroque
- Musique religieuse baroque, contre la polyphonie, pour une meilleure diffusion du chant grégorien...
- Littérature baroque espagnole
- Auto sacramental, drame liturgique, pièce de théâtre basée sur une allégorie religieuse (Eucharistie, etc.), à contenu doctrinal, reprenant mystères et moralités du Moyen-Âge, à partir de 1500 et interdit en 1765
- Création d'un catalogue des livres interdits, Index librorum prohibitorum (1559)
- Contrôle des théories scientifiques (Nicolas Copernic, Galilée, etc.)

#### XVIIIesiècle
- Crise de l'Ancien Régime (en Europe) (es)
- Espagne des Lumières et réformes bourboniennes (1700-1808)
- España sagrada (1747-1957), histoire ecclésiastique espagnole
- Rationalisme et relative déchristianisation
- Suppression de la Compagnie de Jésus (1759-1773), Expulsion des Jésuites de la monarchie hispanique en 1767 (es), Sanction pragmatique, Théorie du complot jésuite

#### XIXesiècle
Le siècle semble tourner autour du conflit entre l'anticléricalisme et une forme d'intégrisme catholique, entre autres avec le thème de Unité catholique de l'Espagne. Depuis au moins le (IIIe concile de Tolède (589), et jusqu'à la Constitution espagnole de 1869, le catholicisme est considéré comme la religion unique du pays.
Pour réduire la dette publique, augmenter la richesse nationale, créer une bourgeoisie et une classe moyenne de travailleurs propriétaires, les gouvernements espagnols sont amenés à organiser le désamortissement espagnol (différentes vagues de confiscation, expropriation et privatisation de biens ecclésiastiques dans la période 1798-1924) : Confiscations ecclésiastiques de Mendizábal (en) (1835-1837, Juan Álvarez Mendizábal).
Les repères historiques importants sont :
- Campagne de Napoléon Ier en Espagne (1808), guerre d'indépendance espagnole (1808-1814), Cortes de Cadix
- Royaume d'Espagne (1808-1813)
- Restauration absolutiste en Espagne (1814-1833), décennie abominable (1833-1843), règne d'Isabelle II (1833-1868)
- Concordat de 1851
- Révolution de 1868, Gouvernement provisoire de 1868-1871Sexenio Democrático, (sizaine démocratique), Constitution espagnole de 1869
- Première République (Espagne) (1873-1874)
- Restauration bourbonienne en Espagne (1874-1931)

Quelques repères culturels plus ponctuels :
- Sagrada Família (1882-), Antoni Gaudí (1852-1926)
- Régénérationnisme, mouvement intellectuel (1890-1910)
- Génération de 98 (mouvement littéraire), Espagne noire (mouvement pictural)

#### XXesiècle
Quelques repères historiques :
- Dictature de Primo de Rivera (1923-1930), Apparitions de Pontevedra (1925-1926)
- Opus Dei (1928), Opus Dei et politique (en)
- Seconde République (Espagne) (1931-1939), Constitution espagnole de 1931
  - Catholicisme durant la Seconde République d'Espagne (en)
  - guerre civile espagnole (1936-1939), Terreur rouge (Espagne) (1936-1939), Terreur blanche (Espagne) (1936-1975), Bienheureux martyrs bénédictins de Barbastro
- Espagne franquiste (1939-1977)
- National-catholicisme, variante espagnole du fascisme clérical
- Légion du Christ (1941, Mexique)
- Concordat espagnol de 1953
- Cáritas Española (es) (1957), ONG humanitaire de l'Église catholique
- Manos Unidas (es) (1959), ONG
- Conflit basque (1959-2011), Indépendantisme catalan
- Apparitions mariales de Garabandal (1961-1965)
- Conférence épiscopale espagnole (1966)
- Transition démocratique espagnole (1975-1978)
- Règne de Juan Carlos Ier (1975-2014)
- Constitution espagnole de 1978, dont séparation de l’Église et de l’État
- Station de radio Cadena COPE (1979)

#### XXIesiècle
- Chemin néocatéchuménal (2008), mouvement catholique
- Felipe VI, roi d'Espagne depuis 2014
- Ordinariat d'Espagne des catholiques orientaux (2016)

### Protestantisme
La réforme protestante en Espagne (es) commence vers 1520 à Valladolid (luthéranisme) et Séville (calvinisme). Elle est comme ailleurs précédée par deux mouvements, le catharisme albigeois et le valdéisme (Église évangélique vaudoise, Mouvement vaudois).
L'humanisme en Espagne (es), c'est à partir de la Conférence de Valladolid (1527), l'érasmisme en Espagne (es) (1527-1530), dont Juan de Valdés (1499-1541), Juan de Vergara (1492-1557), et les Béatas, sorte de béguines hispaniques : Isabel de la Cruz, Marina de San Miguel, María Justa de Jesús…
Casiodoro de Reina et Cipriano de Valera (es) fournissent en 1569 et 1602 la première traduction intégrale de la Bible en espagnol : Reina-Valera ou Biblia del Oso (Bible de l'Ours).
Mais l'Inquisition espagnole veille et sévit contre érasmistes, protestants et mystiques (Alumbrados), les poussant à se taire (autocensure), se cacher ou s'exiler.
Le concile de Trente (1542) met en place les instruments idéologiques de la Contre-Réforme : réorganisation religieuse des Pays-Bas espagnols.
L'École de Salamanque est au travail. Et l'histoire de la science et de la technologie en Espagne (es) s'en ressent.
Le protestantisme semble éradiqué d’Espagne vers 1650, avant de réapparaître vers 1850.
Et se développent le siècle d'or espagnol et la monarchie catholique espagnole (1492-1681) : art pendant la Réforme protestante et la Contre-Réforme.

### Christianisme oriental
Le christianisme orthodoxe en Espagne (es) tient principalement à l'immigration récente (à partir des années 1960) de près d'un million de personnes d'Europe de l'Est : 670 000 Roumains, 120 000 Bulgares, 110 000 Ukrainiens, 80 000 Russes, 20 000 Moldaves,18 000 Géorgiens (etc.), soit environ 1 000 000 d'orthodoxes potentiels relevant des patriarcats de Bucarest, Constantinople ou Moscou : églises orthodoxes d’Espagne (es).

### Autresconfessionschrétiennes
- Federación de Entidades Religiosas Evangélicas de España
- Église évangélique Filadelfia
- Église évangélique espagnole (1869, 3 000 membres)
- Église épiscopalienne réformée espagnole (1880)
- Communion anglicane
- Assemblées de Frères
- Armée du salut
- Baptisme, Église de professants, Unión Evangélica Bautista Española
- Église adventiste du septième jour
- Mouvement charismatique évangélique
- Pentecôtisme, en partie gitan
- Églises du Christ
- Église de Jésus-Christ des saints des derniers jours (Mormons) et mouvements issus du mormonisme
- Témoins de Jéhovah
- Église de Dieu Ministérielle de Jésus-Christ Internationale
- Autres églises protestantes présentes en Espagne (es)

### Missions ultramarines
En accompagnement de l'Empire espagnol (comme des autres empires coloniaux) :
- Évangélisation
- Inter caetera (1493), bulle du pape valencien Alexandre VI, portant sur la répartition des terres nouvelles entre Espagne et Portugal
- Traité de Tordesillas (1494)
- Padroado (sans doute dès 1410)
- Controverse de Valladolid (vers 1550), Bartolomé de las Casas (1484-1566) et Juan Ginés de Sepúlveda (1490-1573)
- Missions catholiques aux XVIe et XVIIe siècles, dont la création d’un Patriarche des Indes occidentales (1524)
- Missions catholiques de 1622 à la fin du XVIIIe siècle
- Instructions romaines (1659)
- Missions jésuites, dont Mission jésuite du Paraguay et Mission jésuite en Chine
- Querelle des rites, Figurisme

### Tourisme
L'Espagne est une grande destination de tourisme culturel et de tourisme religieux (tourisme chrétien (es)).
- Liste du patrimoine mondial en Espagne
- Liste des cathédrales en Espagne
- Liste de monastères à Madrid (en)
- Églises romanes à Madrid (en)
- Monastères en Espagne (es), liste des monastères en Espagne (es)
- Liste de basiliques et de cathédrales en Espagne (es)
- Pèlerinages en Espagne (es)
  - Pèlerinage d'El Rocío
  - Pèlerinage de Saint-Jacques-de-Compostelle, Chemins de Saint-Jacques-de-Compostelle : Camino francés et chemins du nord de l'Espagne, Chemins de Compostelle
- Semaine sainte en Espagne (es)

## Autres religions

### Islam
L'expansion de l'islam (à partir de 630) en Occident passe par la conquête musulmane du Maghreb (647-709), puis la conquête musulmane de l'Hispanie (711-726), et se développe ensuite plus au nord en invasion omeyyade en France (719-759) et en invasions sarrasines (830-990).
Après les conquêtes initiales par une minorité guerrière, se lèvent cependant des révoltes des populations locales, mais aussi des luttes internes entre Arabes et Berbères, très fréquentes dans les années qui suivent la conquête. Parmi elles, la famille hispano-romaine Banu Qasi.
Dans la péninsule ibérique, l'émirat de Cordoue (756-929) puis le califat (929-1031) des Omeyyades de Cordoue établissent l'Islam en Espagne (en) : liste d'anciennes mosquées en Espagne (en).
L'islamisation de la société (ici de culture latine ou wisigothique, et globalement chrétienne) n'exige pas la conversion à l'islam, en général.
Un Muladi est un chrétien qui abandonne le christianisme, et se convertit à l'islam et vit parmi les musulmans.
Un Mozarabe conserve sa religion chrétienne dans une zone sous domination musulmane.
Les Chroniques mozarabes (754) rendent compte de la conquête musulmane de l'Espagne.

#### Islam médiéval en Espagne
L'histoire d'al-Andalus (711-1492) est riche : Gharb al-Ândalus, art des Omeyyades de Cordoue, sciences et techniques en al-Andalus, art hispano-mauresque, poésie arabo-andalouse, soufisme en Espagne (es) (880-1200).
L'époque des taïfas (après 1031) se remarque : architecture des royaumes de taïfa, poésie arabe à l'époque des taïfas (es).
La longue reconquête (reconquista, istirdad, 722-1492) laisse émerger le royaume de Grenade (1238-1492), qui s'achève avec le Soupir du Maure (1492).
Les Morisques sont les musulmans convertis au christianisme (et leurs descendants), selon le décret des « rois catholiques » du 14 février 1502.
Ces nouveaux chrétiens, convertis (librement ou de force) depuis le judaïsme ou l’islam, sont vite suspects.
L'Inquisition espagnole (1478-1834) concerne également les Morisques, auxquels la La fatwa d'Oran (1504) conseille le principe de précaution (taqîya).
La difficile cohabitation et le métissage provoquent la révolte des Alpujarras (Morisques de Grenade, 1568-1571), qui motive en grande partie le décret d'expulsion des morisques d'Espagne (1602). Le départ des Morisques (sans doute au moins 300 000 personnes déstabilise certaines économies régionales en Espagne et au Maghreb (Maroc (République du Bouregreg), Régence d'Alger).

#### Islam contemporain en Espagne
L'Islam se remarque surtout après 2000, avec l'immigration principalement maghrébine et marocaine : immigration en Espagne.
En 2019, la population musulmane d'Espagne serait d'environ 2 000 000, soit un peu plus de 4 % de la population espagnole totale, avec une répartition variable par région.
- Islam en Espagne (es)
- Liste de mosquées en Espagne
- Union des communautés musulmanes d'Espagne (es) (1980), Junte islamique d'Espagne (es) (1989)
- Commission islamique d'Espagne (1992), Fédération islamique des Canaries
- Djihadisme en Espagne (es)

### Judaïsme
- Histoire des Juifs en Espagne, à Gibraltar, aux Baléares (en)
- Synagogues en Espagne

#### Judaïsme antique
La présence juive en Espagne serait très ancienne et minime, portée par le commerce maritime, phénicien (Tartessos peut-être), grec, carthaginois, puis romain.
La fin de la première guerre judéo-romaine (66-73), la prise de Jérusalem (70), la destruction du Second Temple de Jérusalem (70), puis l'échec de la révolte de Bar Kokhba (132-135) et ses suites (Jérusalem rasée, interdiction aux Juifs de revenir à Jérusalem), tout cela est à l'origine de la grande dispersion juive de l'époque romaine.
Le concile d'Elvire (305-306, Grenade) atteste l'existence de communautés juives importantes en Espagne et en plein essor.
L'antisémitisme en Espagne (es), relevant en grande partie de l'antijudaïsme chrétien, date au plus tard du IIIe siècle. Le Code de Théodose (438) remet en question le statut des Juifs, et ainsi l'Édit de Caracalla (212) accordant la citoyenneté romaine à tout homme libre de l'Empire qui ne l'avait pas encore acquise.

#### Judaïsme médiéval
Au Haut Moyen Âge, la conversion de Récarède Ier (es) (587), roi wisigoth d'Hispanie et de Septimanie (de 586 à 601) de l'arianisme au chalcédonisme est l'événement qui enclenche les persécutions des Juifs en Hispanie wisigothique (es) (507-720). Du IVe concile de Tolède (633) au XVIe concile de Tolède (693), le Royaume wisigoth (418-720) développe l'antisémitisme.

#### Judaïsme dans Al-Andalus
Les relations entre juifs et musulmans (histoire des Juifs en terre d'islam) s'appuient sur le statut de dhimmi (non-musulman sous gouvernement musulman). Après la conquête musulmane de l'Espagne, la longue existence des juiveries d’Espagne (es) indique une certaine coexistence pacifique, malgré quelques tensions, dont le siège de Cordoue (1013) et le massacre de Grenade (1066). Les persécutions anti-juives de 1391 en Espagne sont des pogroms chrétiens de la Couronne de Castille.
La convivencia des chrétiens et des juifs dans Al-Andalus (es), avec le statut de dhimmi permet un véritable essor culturel dans les Espagnes médiévales, et l'âge d'or de la culture juive en Espagne : littérature rabbinique, judéo-espagnol (ladino), judéo-espagnol calque, judéo-catalan, judéo-portugais...
La Renaissance du XIIe siècle tient en partie à ce contexte multiculturel d'Al-Andalus et aux traductions latines du XIIe siècle.
La fin de la Reconquista en 1492, Année cruciale est aussi l'expulsion des Juifs d'Espagne, qui entraîne une diaspora massive : diaspora séfarade (es), Séfarades, Megorachim (Afrique du Nord), Granas (Livourne, Italie).
Parmi ceux qui choisissent ou essaient de rester en Espagne, le choix se réduit à la conversion, libre ou forcée : converso, anoussim, chuetas, nouveau chrétien (judéo-convers).
Le marranisme ou crypto-judaïsme est une solution assez risquée.
La promulgation de lois raciales (Limpieza de sangre) entraîne l'Inquisition espagnole (1478-1834), de la légende noire espagnole, et des exils : histoire des Marranes en Angleterre.
Les musées juifs en Espagne offrent une image des réussites : Palacio de los Olvidados, musée de l’inquisition espagnole et de l’histoire juive, musée séfarade de Grenade (es), musée d'Histoire des Juifs de Gérone, synagogue El Tránsito de Tolède...

#### Période contemporaine
Les constitutions espagnoles de 1855, 1869 et 1876, et différents décrets établissent la liberté de conscience, puis la liberté de culte (non public), puis la fin des lois raciales.
La réévaluation de l'apport séfarade à la culture espagnole amorce un rapprochement.
La Loi de nationalité espagnole pour les Safarades (es) (2015) le confirme.
La population juive en Espagne serait vers 2020 d'environ 12 000 individus.
- 1496 : Persécutions des Juifs et Musulmans par Manuel I du Portugal, inquisition portugaise (1496-1822)

### Religions non-abrahamiques
Pour une population d'environ 50 000 000 Espagnols (démographie de l'Espagne en 2018), ces religions représenteraient au mieux 1 ‰, soit 500 000 individus.
- Hindouisme en Espagne (en) (environ 50 000 déclarés)
- Bouddhisme en Espagne (300 000 au maximum), Bouddhisme en Espagne (rubriques francophones)
- Foi bahaïe en Espagne (en) (13 300 estimés en 2005)
- Jaïnisme, Sikhisme
- Confucianisme, Taoïsme, Shintoïsme
- Église de l'Unification, Association internationale pour la conscience de Krishna,
- Néopaganisme, Wicca, Communauté odiniste d'Espagne - Ásatrú

## Repères 2020
- Diocèses et archidiocèses d'Espagne (situation 2013)
- Église particulière

### Statistiques religieuses 2011
D'après une étude réalisée en 2011 par le Centro de Investigaciones Sociológicas (CIS), l'appartenance religieuse de la population est la suivante. Une autre étude de juillet 2015, également menée par le CIS, réactualise les chiffres. Enfin, la quatrième colonne présente l'étude de février 2017, :

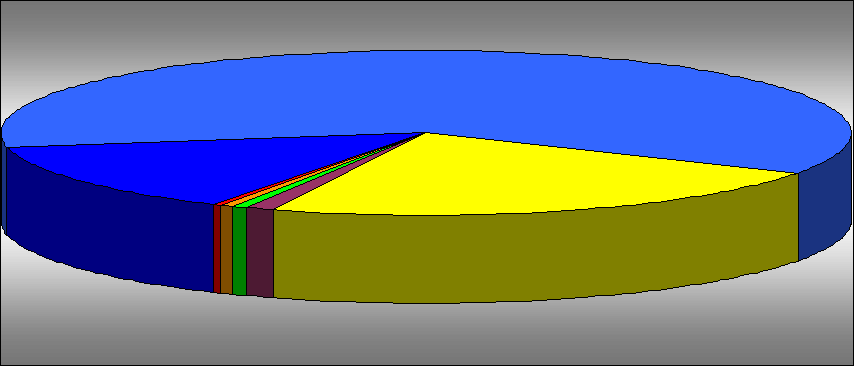
Catholiques non pratiquants
Catholiques pratiquants
Sans religion
Protestants
Musulmans
Bouddhistes
Bahá'ís

| Religion         | Part 2011 | 2015   | 2017   |
| ---------------- | --- | ------ | ------ |
| Catholicisme     | 70,1 % - Diocèses et archidiocèses d'Espagne | 70,6 % | 68,4 % |
| Sans religion    | 16,2 % | 15,1 % | 16,8 % |
| Athéisme         | 8,8 % | 9,7 %  | 9,6 %  |
| Autres religions | 2,7 % - Union évangélique baptiste d’Espagne - Commission islamique d'Espagne - Bouddhisme en Espagne - Église chrétienne palmarienne des Carmélites de la Sainte-Face - Histoire des Juifs en Espagne | 2,3 %  | 2,3%   |
| Pas de réponse   | 2,2 % | 2,3 %  | 3 %    |

### Baromètre CIS septembre 2022
Les résultats du CIS indiquent une évolution importante :
- Catholiques pratiquants 18.6%
- Catholiques non-pratiquants 35.2%
- Athées 15.3%
- Agnostiques 12.8%
- Incroyants & indifférents 13.1%
- Autres religions 2.9%
- NSP 2.0%

### Autres spiritualités
- Athéisme en Espagne